# Saussurella decurva
Saussurella decurva är en insektsart som beskrevs av Brunner von Wattenwyl 1893. Saussurella decurva ingår i släktet Saussurella och familjen torngräshoppor. Inga underarter finns listade i Catalogue of Life.